# あらい太朗
あらい 太朗（あらい たろう 本名 荒井 太郎(読みおなじ)1966年（昭和41年）1月11日 - ）は、日本のイラストレーター、漫画家、似顔絵師、ラジオパーソナリティ、歌手。埼玉県大宮市（現：さいたま市見沼区）出身。

## 人物
5人家族に犬3匹が一緒に生活。共同通信で世相漫画を担当する。
さいたま観光大使を務め、同じく大使を務める村田綾とご当地ユニット・綾太朗を組んでいる。
2016年10月3日より、地元埼玉県のFMラジオ局であるNACK5で、朝6時から9時に放送されている『Good Luck! Morning!』のラジオパーソナリティーをアロハ太朗（あくまで別人格）のマイクネームで務めている。
画用紙に描いた型をくりぬき、絵の具につけた綿棒でくりぬいた部分を叩くことによって、版画のような作品を作り出す「ぽんぽん版画」を開発した。

## 出演

### テレビ
- ぐるっとSAI発見(J:COMさいたま)[8]

### ラジオ
- Good Luck! Morning!(NACK5、毎週月曜日～木曜日)

## イラスト出稿
- スマイク （ガス・水道工事業）CM - テレビ埼玉などでオンエア